# غوفريات الشكل
غوفريات الشكل (الاسم العلمي: Geomorpha) هي دون رتبة من القوارض تتبع رتيبة قندسيات الشكل. وتضم فوق فصيلة الغوفرينات بالإضافة إلى قريباتها المنقرضة فوق فصيلة القارضينات الفجرية.

## التصنيف
- دون رتبة غوفريات الشكل
  - فوق فصيلة الغوفرينات
    - فصيلة الغوافر
      - أسرة الغوفراوات
        - قبيلة الغوفراوية
          - جنس الغوفر

  - فوق فصيلة †القارضينات الفجرية
    - فصيلة †القارضات الفجرية
      - أسرة †القارضاوات الفجرية
        - قبيلة †القارضاوية الفجرية
          - جنس †القارضة الفجرية